# کیفونتز (کوبا)
کیفونتز (به اسپانیایی: Cifuentes) یک منطقهٔ مسکونی در کوبا است که در استان ویا کلارا واقع شده‌است. کیفونتز ۵۱۲ کیلومتر مربع مساحت و ۲۸٬۸۵۰ نفر جمعیت دارد و ۶۵ متر بالاتر از سطح دریا واقع شده‌است.